# 議会の大諫奏
議会の大諫奏（ぎかいのだいかんそう、英語: Grand Remonstrance）または大抗議文（だいこうぎぶん）は、1641年、スコットランド反乱（主教戦争）鎮圧の軍費入手のためにイングランド・スコットランド同君連合の君主であるチャールズ1世が召集したイングランド議会において、議会が国王に対して提出した諫奏（忠言）、抗議文。チャールズ1世が承認を拒否し議会と国王の対立が激化、清教徒革命（イングランド内戦）に至った。

## 背景
チャールズ1世は父ジェームズ1世同様王権神授説を信奉し、議会と対立した。議会の承認を得ない課税を国民に課し反対派を投獄、外交政策は寵臣のバッキンガム公ジョージ・ヴィリアーズが取り仕切っていたが、ことごとく失敗し費用の無駄遣いになったことは議会の怒りを増幅させ、バッキンガム公はしばしば非難され彼を庇うチャールズ1世が議会を解散、金に困ったチャールズ1世が課税を承認してもらうために議会再召集ということが繰り返された。
1628年3月に召集された議会より「権利の請願」が提出され、課税には議会の承認を得ることが求められた。これに対しチャールズ1世は6月に一旦請願受託の署名を行ったが、議会休会中にバッキンガム公が暗殺され寵臣を失い、再開された議会が政府非難を止めなかったため翌1629年に議会を解散、下院の指導者ジョン・エリオットを投獄して獄死に追いやり、"Eleven-years' Tyranny"（専制の11年間）とよばれる専制政治をおこなった。
この間チャールズ1世は、再び議会承認のない課税を強行、バッキンガム公に代わる側近のカンタベリー大主教ウィリアム・ロードの助言でイングランド国教会による国家統一に乗り出し、ピューリタンを弾圧した。ロードの政策により、スコットランドにも国教を強制するにおよんでスコットランド各地で反乱が起き、1638年にスコットランド貴族が国民盟約を結成、1639年に盟約派とチャールズ1世との間に主教戦争が起こった。アイルランドでもロードと並ぶ側近のストラフォード伯爵トマス・ウェントワースが住民へ弾圧政策を行ったため不満が蓄積していった。
主教戦争は国王軍が敗れ、スコットランドへ賠償金を払えないほどの財政難に陥ったチャールズ1世は1640年に反乱鎮圧のための戦費あるいは賠償金を得る目的で11年ぶりに議会を召集したが（短期議会・長期議会）、エリオットに代わり下院を指導するジョン・ピムとジョン・ハムデンらを先頭に議会は国王批判の場と化し、専制を行った政府への非難が再開され課税承認を得られない状況が繰り返され、1641年には専制の責任者としてストラフォード伯とロードが投獄された。やがて5月にストラフォード伯は処刑され（後にロードも処刑）、議会は専制を制限する立法に乗り出し、3年に1回の議会召集を国王に義務付け、専制で濫用された国王大権に制限がかけられトン税・ポンド税・船舶税などが廃止、星室庁・高等宗務官裁判所などの大権裁判所も廃止され、8月までには一連の改革で専制に歯止めがかけられた。チャールズ1世もこれらの法案を承認、従来の議会と国王の対立は後者の権力制限で決着するかに思われた。
ところが、改革が国教会が採用する監督制の廃止（ロンドン市民の請願（根絶請願）に始まり、賛成したヘンリー・ベインとオリバー・クロムウェル、アーサー・ヘジルリッジら議会急進派が根絶法案として提出、10月に否決）にまでおよぶと議会に亀裂が入り、8月にチャールズ1世がスコットランドへ向かい議会への反撃を伺う中、10月にストラフォード伯がいなくなった後のアイルランドでカトリック住民の反乱（アイルランド反乱・アイルランド同盟戦争）が発生、現地イングランド人が大勢殺害された知らせが入り、騒乱状態になった議会で派遣軍が検討され募金が集められた。そこで派遣軍を含めた軍統帥権を国王と議会どちらに委ねるかが問題になり、アイルランドとイングランドの行政権もどちらが確保するかにまで発展、議会は再度国王大権に挑み大抗議文が審議された。

## 内容
8月から準備が進められピム、ベイン、クロムウェルらによって草案が作成された。悪政の首謀者としてカトリック教徒、主教と堕落した僧侶、腐敗した重臣や廷臣をあげ、彼らの悪政の内容を、
- 国王と国民の間の不信と争いの増大[6]
- 純粋な宗教の抑圧[6]
- カトリック・アルミニウス主義者・異端者の育成[6]
- 議会によらざる国王財政の確保[6]

の4点にまとめ、ついで204条にわたって悪政の具体例と長期議会の成果を列挙している。悪政は
- スペインとの和平策（第5条）
- 兵隊の民宿（6条）
- 消費税、船舶税、騎士強制金を始めとする不法な課税（10条、17条、18条、19条、20条）
- 議員の不法な投獄による議会の特権侵害（12条）
- 一般取引の制限、禁止、独占（27条）
- 星室庁の圧政（39条）
- 違法な裁判（40条）
- コモン・ローの放棄（47条）
- 官職売買（48条）
- 主教の専制と抑圧（51条）
- ロードの専制化、高等宗務官裁判所の権限拡大（52条）
- 国王権力の絶対化（62条）
- スコットランドへの国教強制（65条）
- アイルランドにおける弾圧（75条）
- 下院を非難する宣言（82条）
- ロンドン市に対する強制金（83条）
- ローマ化への計略（87条）
- カトリック的陰謀（90条）

などを挙げ、これらに対する議会改革の成果も並べた後、再び悪政の列挙を記す。
- ストラフォード伯を始めとする重臣、廷臣の弾劾（122条、124条、133条）
- 3年会期法の制定（125条）
- 星室庁および高等宗務官裁判所の廃止（127条、128条）
- 教会および主教権力の抑制（131条、132条）
- 森林境界の復元（134条）
- 騎士強制金の是正（136条）
- 王室収支の健全化（139条）

そして終盤の項目で悪政防止のためより一層の改革を提案、国王の外交・官吏任命権に議会の同意を求め、カトリック監視のため議会任命の常任委員会設置にも国王認可を提案、宗教会議の開催まで考案している。議会による同意で国王大権をさらに制限することに挑戦、議会主権への志向が窺える。
大諫奏全文はこちら（Full Text of the Grand Remonstrance英語版）。

## 提出、不成立
この諫奏（抗議文）は急進的な内容をもっていたため、全議員に支持されているわけではなかった。11月9日から審議が行われ22日に下院で可決したが、国王大権に大きく踏み込んだ点と国民にアピールすべく全文を印刷・公刊する動議で紛糾、票差は159対148と僅差であった。これにより、議員は「王党派」と「議会派」に分裂し、著名な議会派のエドワード・ハイドとフォークランド子爵ルーシャス・ケアリーらが反対して王党派に転じた。また3日後の25日、議会は大諫奏をスコットランドから戻ったチャールズ1世に対して提出したが拒否されたため、大諫奏は法案として成立しなかった。
続いて12月に議会が軍統帥権を国王から移動させることを図った民兵条例を審議すると、チャールズ1世の側近はこれを「議会による絶対主義」であるとして激しく非難した。こうした状況を受けてチャールズ1世は翌1642年1月に議会派の中心人物ピムとハムデン、ヘジルリッジやデンジル・ホリス、ウィリアム・ストロードら5人の逮捕を命じ、議会に対する武力干渉を開始した。ロンドン市民が議会派についたため、身の危険を感じたチャールズ1世がロンドンを離れると避難していた5人は復帰した。議会は3月に民兵条例をチャールズ1世の裁可なく可決、6月に和平提案ではあったが、制限君主制と議会主権を記した最後通牒ともいうべき19か条提案を北のヨークにいたチャールズ1世に提出、拒否されると互いに戦闘準備を整え、8月に国内は国王軍と議会軍に分かれてイングランド全土を巻き込む内戦が勃発した（清教徒革命・第一次イングランド内戦）。